# Байдаро-Кастропольська стіна

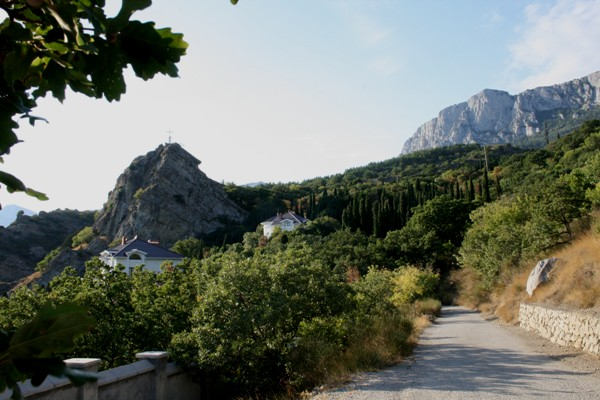
Фрагмент Байдаро-Кастропольської стіни (праворуч угорі) над Берегове (смт).

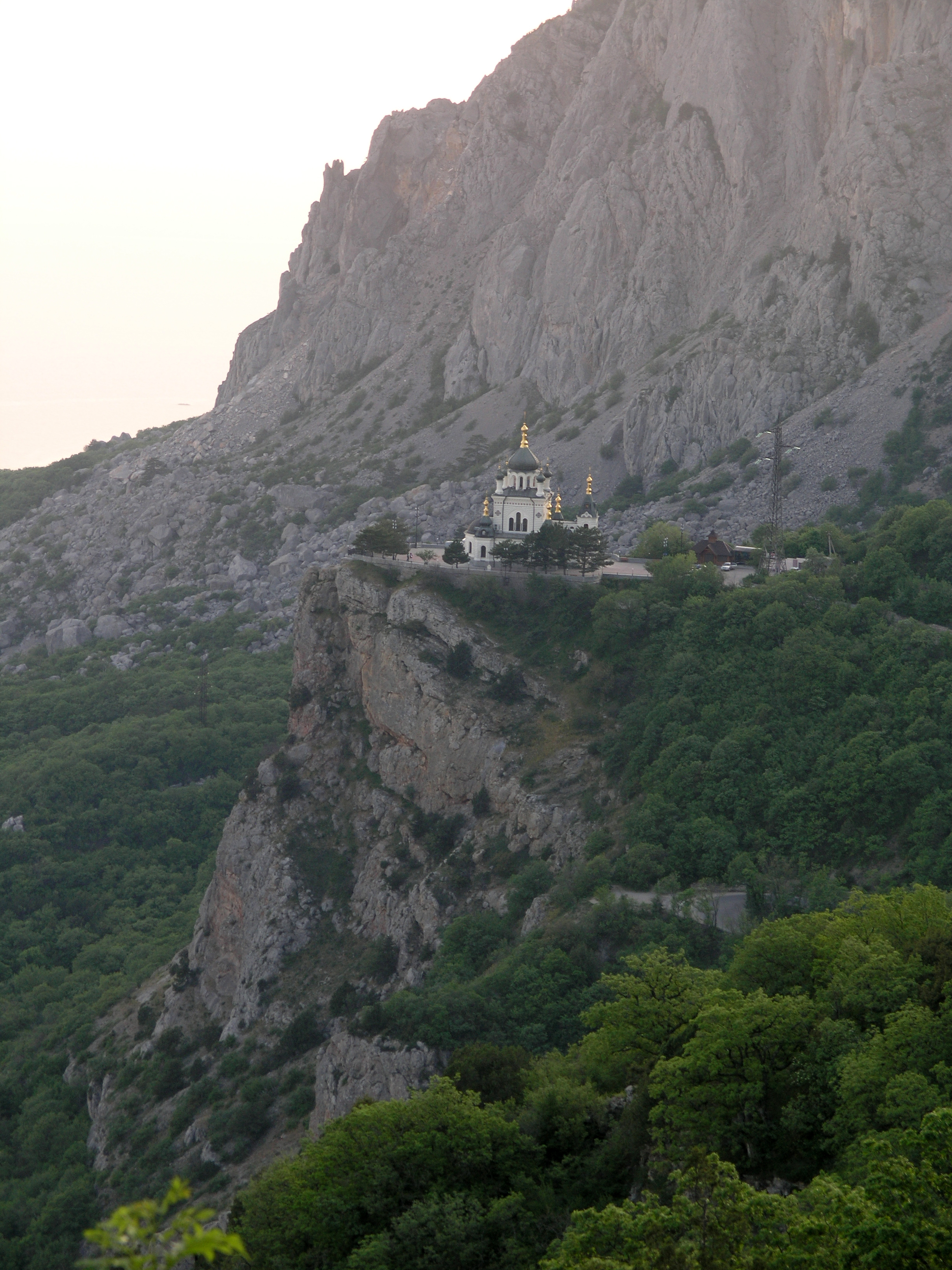
Фрагмент Байдаро-Кастропольської стіни (За Фороською церквою).

Байдаро-Кастропольська стіна — західна частина гірського масиву Ай-Петрі, що над смт Берегове (смт), стара назва якого Кастрополь, що і стало підставою для назви урочища. Цей скельний масив починається від Фороської церкви і простягається над Південнобережжям до Кастрополя. Висота моноліту коливається від 500 до 800 м н. р. м. Схили Байдаро- Кастропольської стіни подекуди порослі рослинністю. Тут є один з найвисокогірніших осередків суничника дрібноплодого (площа — близько 200 га); окремі дерева сягають 300-річного віку. Дерева ростуть в ущелинах на скельних схилах (крутість — до 75°). Є на Байдаро-Кастропольській стіні трирога гора Мшатка-Каяси (618,6 м н. р. м.). Раніше вона була плацдармом багатьох військових подій давніх часів, про що свідчать відроги кам'яного масиву. Гора Мшатка — це потужна скельна 400-метрова стіна, розсічена вгорі на три блоки: Східний і Центральний Бастіони та Фороський Кант. Тут проходять популярні альпіністські маршрути. На захід від Мшатки розташований Байдарський перевал. На схід є вершини Кільсе-Бурун (712 м), Куба-Кая (662 м), Мердвен-Кая (688 м), Балчик-Кая (945 м), Ісар-Кая (600 м). Пам'ятка природи з 1969 р.